# اسپریت آو پیوریا
اسپریت آو پیوریا (به انگلیسی: Spirit of Peoria) یک کشتی است که طول آن ۱۶۰ فوت (۴۹ متر) می‌باشد. این کشتی در سال ۱۹۸۸ ساخته شد.